# Літинецька волость
Літинецька волость — історична адміністративно-територіальна одиниця Літинського повіту Подільської губернії з центром у селі Літинка.
Станом на 1885 рік складалася з 29 поселень, 38 сільських громад. Населення — 14313 осіб (6950 чоловічої статі та 7363 — жіночої), 1915 дворових господарства.
|                     | Площа, десятин | У тому числі орної, десятин |
| ------------------- | -------------- | --------------------------- |
| Сільських громад    | 14132          | 9167                        |
| Приватної власності | 21228          | 9253                        |
| Іншої власності     | 708            | 441                         |
| Загалом             | 36068          | 18861                       |

Основні поселення волості:
- Літинка — колишнє власницьке село за 12 верст від повітового міста, 747 осіб, 120 дворових господарств, православна церква, школа, лавка. За 10 верст — бурякоцукровий завод. За 23 версти — лісопильний завод.
- Багринівці — колишнє власницьке село при річці Згар, 2241 особа, 326 дворових господарств, православна церква, школа, лікарня, постоялий будинок, 2 лавки, винокурний завод.
- Бірків — колишнє власницьке село при річці Згар, 728 осіб, 114 дворових господарств, православна церква, школа, постоялий будинок.
- Дяківці — колишнє власницьке село, 1200 осіб, 174 дворових господарств, 2 православні церкви, синагога, поштова станція, 3 православних двори, постоялий будинок.
- Залужна Новоселиця — колишнє власницьке село при річці Згар, 393 особи, 48 дворових господарств, православна церква, постоялий будинок.
- Івча — колишнє власницьке село при річці Згар, 1405 осіб, 242 дворових господарства, православна церква, школа, 3 постоялих будинки.
- Кожухівець — колишнє власницьке село при річці Згар, 923 особи, 97 дворових господарств, православна церква, костел, 3 постоялих будинки, лавка.
- Кусиківець — колишнє власницьке село при річці Згар, 589 осіб, 97 дворових господарств, православна церква.
- Лозни — колишнє власницьке село, 145 осіб, 145 дворових господарств, постоялий будинок, винокурний завод.
- Мікулинецькій Ріжок — колишнє власницьке село при річці Згар, 1084 особи, 145 дворових господарств, православна церква, постоялий будинок, лавка.
- Осолинка — колишнє власницьке село при річці Згар, 629 осіб, 99 дворових господарств, православна церква, постоялий будинок, 2 водяних млини.
- Сахни — колишнє власницьке село, 420 осіб, 52 дворових господарства, православна церква, постоялий будинок.
- Сахнянський Майдан — колишнє власницьке село, 110 осіб, 15 дворових господарств, православна церква, паровий млин.
- Трибухи — колишнє власницьке село при річці Згар, 473 особи, 84 дворових господарства, православна церква, школа, постоялий будинок, водяних млин.